# Grenzausbildungsregiment
Die Grenztruppen der DDR der DDR hatte entsprechende Grenzausbildungsregimenter (GAR) in dem die Ausbildung der neu eingezogenen Soldaten durchgeführt wurde.
Die Ausbildungszeit für Wehrpflichtige betrug meist sechs Monate. Danach wurden die Soldaten in die Einsatzgrenzkompanien versetzt. Nach den sechswöchigen Grundausbildungen mit der abschließenden Vereidigung gab es gewöhnlich den ersten Urlaub. Dieser bestand im Allgemeinen aus einem verlängerten Wochenende von Freitag bis Sonntag. Nach den Grundausbildungen begannen in den Ausbildungskompanien die Spezialisierungen für den Verwendungszweck zum Beispiel zu Militärkraftfahrern, lMG-Schütze, Panzerbüchsenschütze.
Weiterhin erfolgte die Grenzausbildung hinsichtlich der Vorschriften und des Grenzdienstes selber. Grenzausbildungskompanien wurden des Öfteren auch in der „Hinterlandssicherung“ eingesetzt, besonders in Zeiten, in denen vermehrte „Angriffe“ gegen die Staatsgrenze vermutet wurden (zum Beispiel während DDR-Feiertagen).
Standorte der Grenzausbildungsregimenter waren:
- Für das GK-Mitte: Berlin-Wilhelmshagen (GAR 39 „Ho Chi Minh“) und Oranienburg (GAR 40 „Hans Coppi“)
- Für das GK-Nord: Glöwen (GAR 5) und Halberstadt (GAR 7 „Martin Hoop“)
- Für das GK-Süd: Eisenach (GAR 11) und Plauen (GAR 12)
- Für die Grenzbrigade Küste: Kühlungsborn (Grenzausbildungsbataillon-V)
- für Unteroffiziersdienstgrade: Unteroffiziersschule Perleberg

Ab 1989 wurde in kurzen Zeitabschnitten tw. mehrere Reorganisationen eingeführt, die hier nicht aufgeführt sind und bis zum Ende der DDR auch nur von kurzer Dauer waren. Grenzausbildungsregimenter wurden dabei in den Grenzkommandos zusammengefasst und in Grenzausbildungszentrum (GAZ) umbenannt.

## Weblink
- Kommando Grenztruppen der DDR, private Webseite, abgerufen am 31. Januar 2017